# Nuatabu
Nuatabu ist ein Ort mit einer Landfläche von 0,15 km² im Nordosten des Tarawa-Atolls in den zum Inselstaat Kiribati gehörenden Gilbertinseln im Pazifischen Ozean. 2020 hatte der Ort 246 Einwohner.

## Geographie
Nuatabu liegt südlich von Tearinibai auf dem nordöstlichen Arm des Atolls von Tarawa. Es gibt ein Versammlungshaus. Der nächste Ort im Süden ist Tebangaroi.

## Klima
Das Klima ist tropisch heiß, wird jedoch von ständig wehenden Winden gemäßigt. Ebenso wie die anderen Orte des Tarawa-Atolls wird Nuatabu gelegentlich von Zyklonen heimgesucht.